# برنارد روجرز
برنارد روجرز (بالإنجليزية: Bernard Rogers)‏ هو عالم موسيقى وملحن أمريكي، ولد في 4 فبراير 1893 في نيويورك في الولايات المتحدة، وتوفي في 24 مايو 1968 في روتشستر في الولايات المتحدة.

## وصلات خارجية
- برنارد روجرز على موقع ميوزك برينز (الإنجليزية)
- برنارد روجرز على موقع ديسكوغز (الإنجليزية)